# Was He a Coward?
Was He a Coward? és una pel·lícula muda de la Biograph i distribuïda per la General Film Company. Va ser estrenada el 16 de març de 1911, dirigida per D. W. Griffith a partir d'un guió d'Emmett Campbell Hall i fotografia de Billy Bitzer. Els protagonitzada principals eren Blanche Sweet i Wilfred Lucas. La pel·lícula es va realitzar entre el 23 i 27 de gener de 1911 als estudis de Los Angeles i a El Monte, un ranxo del sud de Califòrnia. A diferència de la majoria de les pel·lícules de l'oest de l'època, en aquest cas el protagonista és un anti-heroi que demostra la seva valentia sense haver d'usar la força.

## Argument
Norris Hilton és un jove novelista de Manhattan que pateix una crisi de nervis i per consell d'un amic decideix abandonar-ho tot i anar a treballar en un ranxo a l'oest, ja que el treball físic a ple sol li farà recuperar l'estabilitat.
La seva aparença refinada diverteix Tom Burke, el capatàs del Bouble Bar Ranch, i és contractat més aviat com una broma. A l'arribada també li presenten Pop Wilson, propietari del ranxo, i la seva família i aleshores coneix Nan que li ofereix aigua, la filla de Pop de la que s'enamora a primera vista. Això molesta al capatàs que és deleix per la noia i per això indueix els altres treballadors a ridiculitzar el nouvingut amb l'esperança de que la noia l'oblidi. Hilton s'empassa les diferents humiliacions perquè està enamorat de la noia i no vol marxar. Com que l'estratègia no ha resultat, al final el capatàs intenta un altre pla, el d'insultar-lo per forçar-lo a barallar-se amb ell. Norris es nega a lluitar malgrat que el capatàs ho intenta tot per aconseguir-ho. La noia queda molt decebuda amb ell i l'acusa de ser un covard.
Un dia More Hawk, un pobre indi de la reserva, es veu afectat per la verola, i la gent del ranxo el deixa darrere una rasa que no pot traspassar perquè allà mori sol abans que encomani els altres. Hilton no ho permet i se l'endú en braços a una barraca abandonada, on el cuida i no traspassarà la línia a terra vigilada que marca el territori contagiós.
L'endemà, el pare de la noia també es posa malalt i la gent l'obliga a traspassar la línia de seguretat. Allà és acollit per Hilton que també el cuida, tot i que també comença a manifestar símptomes de la malaltia. Ike Peno, un dels treballadors va a ciutat a buscar un metge. Amb l'ajuda del metge Hilton aconsegueix que tots dos recuperin la salut però en canvi ell, tot i que curat, ha quedat completament marcat de verola. La gent però reconeix la seva valentia i fins i tot la noia el tracta com el seu heroi i es casen.

## Repartiment
- Blanche Sweet (Nan Eilson)
- Wilfred Lucas (Norris Hilton)
- Joseph Graybill (amic de Norris)
- W. Chrystie Miller (Pop Wilson)
- Dell Henderson (Tom Burke)
- Kate Toncray (la minyona)
- Francis J. Grandon (el metge)
- Guy Hedlund (More Hawk)
- William J. Butler (personatge a l'estació)
- John T. Dillon (personal del ranxo)
- Grace Henderson (personal del ranxo)
- George Nichols (personal del ranxo)
- Alfred Paget (personal del ranxo)
- W.C. Robinson (personal del ranxo)
- Charles West (personal del ranxo)